# Castillo del Águila
El castillo del Águila, también llamado castillo de Gaucín, es una fortaleza situada en el municipio malacitano de Gaucín, España. Recibe este nombre porque es frecuente la presencia de aves rapaces. Se trata de un castillo levantado en la época andalusí y reconstruido en varias ocasiones posteriormente. Se conservan la muralla, la torre del Homenaje, los aljibes y una mina de escape. Guzmán el Bueno murió en los alrededores del castillo en 1309, cuando intentaba conquistarlo a los árabes. En él se encuentra la Ermita del Santo Niño. En la zona se puede encontrar gran número de águilas, de ahí el nombre.

## Situación
El castillo del Águila se alza sobre un montículo de 688 metros de altitud sobre el nivel del mar en la localidad de Gaucín, provincia de Málaga.

## Historia
El castillo del Águila fue construido por los romanos. En el año 914, durante la campaña contra Belda (Gaucín), los vecinos de esta villa presenciaron desde el castillo la quema de las naves de Omar ben Hafsún en Algeciras. Abd al Yabbar, hijo del Al-Mutamid, conquistó el castillo de Gauyan (Gaucín) en el siglo XI. En uno de sus asedios, en 1309, se inmortalizó Guzmán el Bueno y halló su muerte. Este fuerte fue conquistado por las tropas cristianas en 1485. El primer Alcaide residente en el castillo fue Pedro Castillo. Otros Alcaides fueron Juan de Torres, su hermano Rodrigo (1496), Juan Maraver (1513), Juan de Campo Vaca de Mendoza (1559), etc..
Con la invasión francesa el castillo se convirtió en foco de resistencia, y fue tomado en el año 1810 pese a que don Antonio de Molina y Navarro, con 20 hombres, desafió a los invasores. El general José Serrano Valdenebro promovió la reparación del castillo en 1839, dado el estado de abandono en que se hallaba, cerrándose una rotura de más de 3 metros de 5 de ancho en el pantallón de la muralla aspillerada. Se limpió el recinto, los tres aljibes, el horno, etc., todo ello con un presupuesto de 28.220 reales de vellón. Con esta reforma se pretendía alojar a 80 soldados y oficiales. Posteriormente, en 1842, el castillo albergó a 40 soldados, seis cañones y 2 obuses. En el año 1843 el polvorín explotó causando graves destrozos.

## Descripción y características

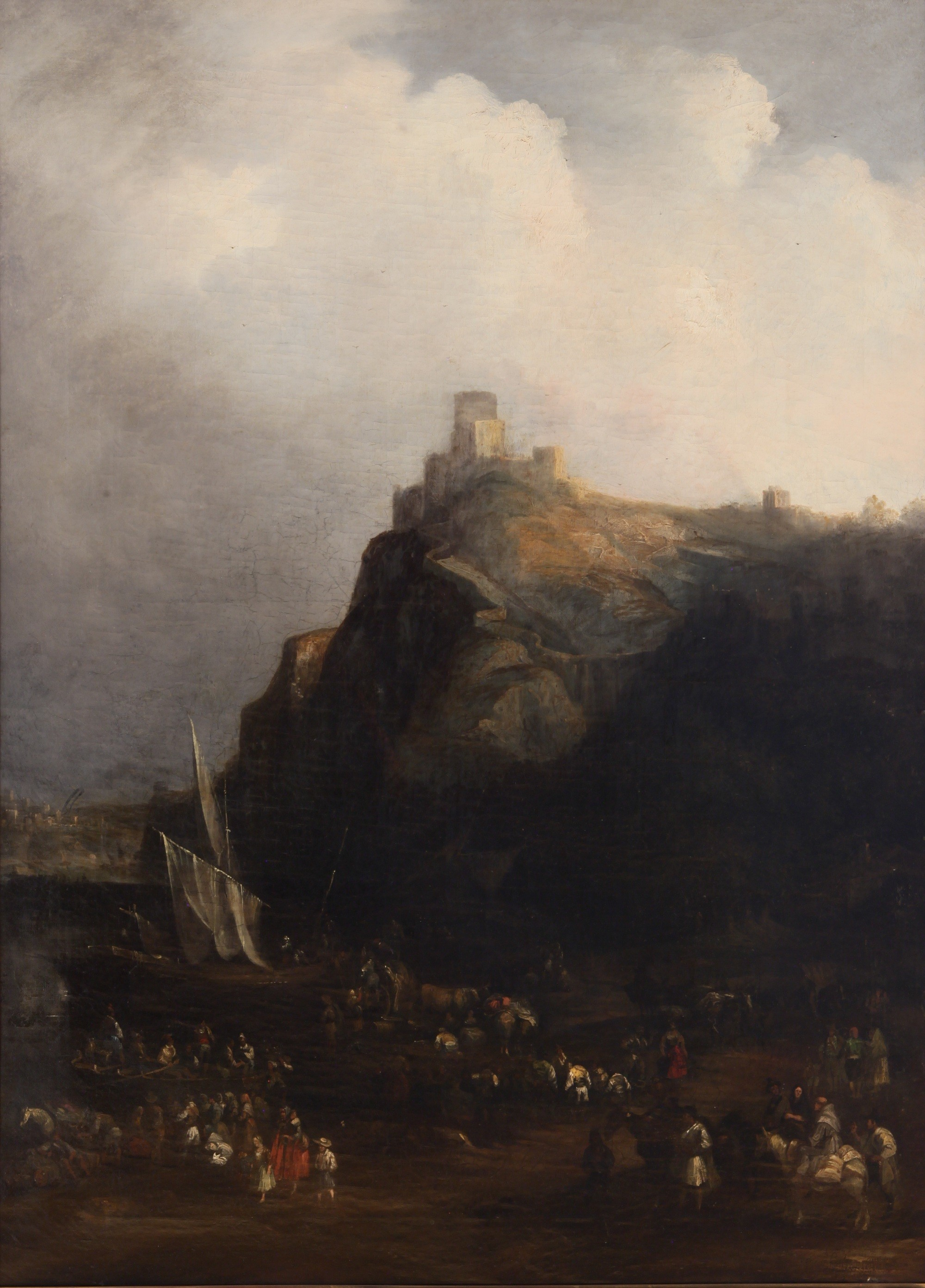
El castillo de Gaucín, por Jenaro Pérez Villaamil

La fortaleza dell Águila es un conjunto de planta irregular formado por tres recintos amurallados. El acceso al recinto exterior se realiza por dos puertas. La puerta principal es la del este, dando acceso por el lateral del valle del Genal. Está formada por dos arcos. El primero de ellos, y mayor, es un arco apuntado construido en ladrillo y con saeteras laterales, asentado sobre rocas calizas. Sobre este arco se superponen sillarejos en hiladas del mismo tipo que conforman el murallón exterior tras el que se halla el camino de ronda. El segundo arco, más profundo y de medio punto también con bóvelas de ladrillo con gruesa capa de argamasa presenta un alfiz enmarcado. Sobre el trazado del arco superior se superpone el primer lienzo amurallado del recinto. La otra puerta está situada en el lateral norte; es de semejante construcción y presenta saeteras.
El primero de los recintos es el mayor y sirvió para dar refugio a la población y el ganado. Se puede acceder a él por las dos puertas descritas, y posee un cerramiento de muro alto de rocas calizas con aspilleras. En la parte este se encuentra la ermita del Santo Niño y el antiguo hospital. En el otro extremo se encuentra la torre de la Regente, de planta cuadrada, y próximo a ella se encontraba el polvorín que explotó en el año 1848. A poca distancia, entre unos bloques rocosos, se alzan restos de lo que fueron las construcciones militares donde se estima que debieron estar los primitivos asentamientos, por los materiales cerámicos ibéricos hallados y el más antiguo de los aljibes, excavado en la roca del albacar.
El segundo recinto es de mampostería y ladrillo, y posee dos aljibes, uno en cada extremo.
El tercer recinto es la ciudadela. Su planta es cuadrangular, y se accede a él mediante una doble arquería de ladrillo rojizo, de época musulmana. Está formado por dos cuerpos de mampostería de distinto nivel con alternancia de ladrillo y piedra caliza. El primer nivel debe su construcción probablemente a la época califal (siglo X), por los materiales hallados en sus oquedades. El segundo, o campanario, conforma la denominada "Torre de la Reina" de época más reciente.

## Estado de conservación
Con motivo del I Plan Provincial de Arqueología de Málaga, se realizaron varias actuaciones, como limpieza, sondeo, desbroce, etc., y se recuperó buena parte de material arqueológico, destacando los restos de candiles de goterones de la época califal (siglo X), cerámica de cuerda seca con bordes de bacin (época almohade), etc.

## Protección
Bajo la protección de la Declaración genérica del Decreto de 22 de abril de 1949, y la Ley 16/1985 sobre el Patrimonio Histórico Español. En el año 1993 la Junta de Andalucía otorgó reconocimiento especial a los castillos de la Comunidad Autónoma de Andalucía.